# Pitmen
Pitmen — немецкая группа, играющая сайкобилли.

## История
Контрабасист Гриша Дерделманн (Grischa Dördelmann) и ударник Пеер Тиммер (Peer Timmer) основали Pitmen весной 1995 года. Затем к ним присоединились Кристиан Рубберт (Christian Rubbert) и Кристиан Валечковски (Christian Waleschkowski). В течение трех летних дней 1996 года было записано их первое демо, которое произвело впечатление на студию «Crazy Love Records», выпустившую дебютный EP «Misfits».
EP получил хорошие отзывы, а Pitmen занял своё место на сайкобилли-сцене, выступая на европейских фестивалях и играя с крупнейшими группами, такими, как The Meteors или Mad Sin. Зимой 1997 года был записан первый альбом «Listen To The Engine», до сих пор остающийся в числе бестселлеров.
В 1998 году Рубберт, игравший на электрогитаре, покидает группу. На смену ему приходит Майк Кацмарек (Maik Kaczmarek). В 2000 году происходит новая замена состава: уходят Пеер и Майк; теперь за барабанами — Арнд Рихтер (Arnd Richter), а на гитаре — Холгер Грот (Holger Grothe).
Следующий альбом, «Welcome To The Show» (как CD, так и винил), а также EP «Jingle Bells» с четырьмя треками, были выпущены в 2001 году. С 2002 года на ударных играет Даниел Долч (Daniel Dolch), и с тех пор состав остается неизменным.

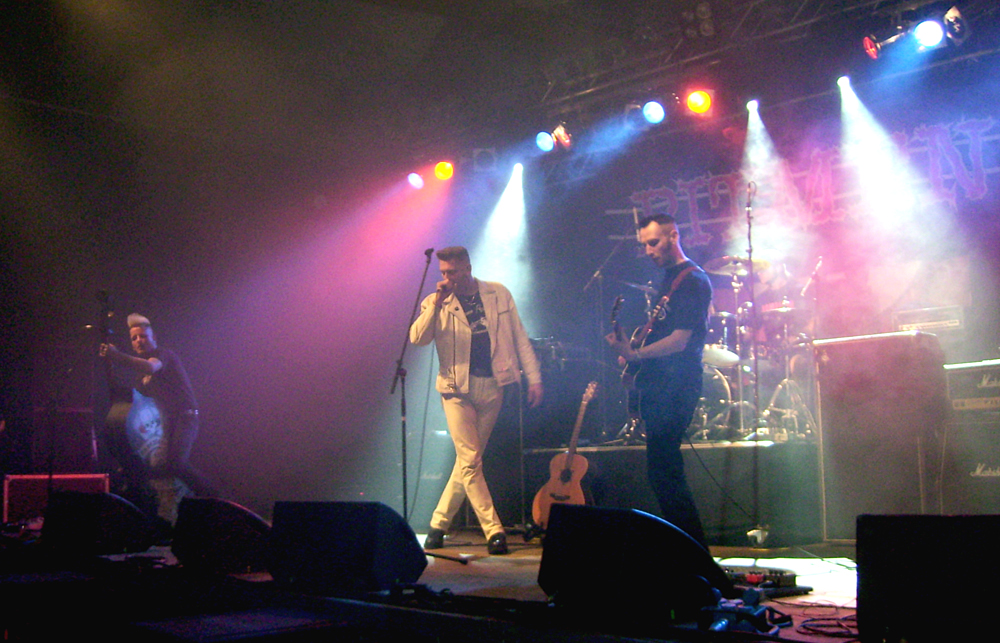
Выступление на фестивале Satanic Stomp-2008, Германия, 2008.

В 2003 Pitmen отыграл свой «последний» концерт, уйдя затем на пятилетний перерыв. Участники группы в это время продолжали заниматься своими параллельными музыкальными проектами: Demented Are Go и Heartbreak Engines (Гриша), Wet Your Whistle (Кристиан).
Репетиции возобновились в 2007 году, и первое шоу после перерыва состоялось на фестивале Satanic Stomp (Германия, 2008 год). Гастрольная активность 2009 года включила в себя участие в фестивалях Club Sin pt.9 Тампере, Финляндия и Psychomania Потсдам, Германия.

## Дискография
- «Misfits» (EP, 1996, «Crazy Love Records»)
- «Listen To The Engine» (1997)
- «Fran Drescher» (EP, 1999)
- «Welcome To The Show» (2001)
- «Jingle Bells» (EP, 2001)